# Matěj Urban (pedagog)
Matěj Urban (8. ledna 1885, Kracovice – 1. července 1942, Brno) byl český pedagog a politik.

## Biografie
Matěj Urban se narodil v roce 1885 v Kracovicích u Starče nedaleko Třebíče. Pracoval jako učitel, působil v Kyjově jako učitel a později řídící učitel, poprvé je uveden jako učitel v Kyjově v roce 1921, kdy se účastnil pořádání I. Slováckého roku. V roce 1928 pak byl při volbách do obecního zastupitelstva zvolen za Národní socialisty a byl zvolen i do obecní rady. V roce 1932 pak byl již zvolen za prvního náměstka starosty a také se účastnil práce v několika komisích. Působil také jako starosta sokolského hnutí a jako dlouholetý ředitel měšťanské chlapecké školy. V roce 1935 působil také v pozici finančního referenta obecní rady. V roce 1938 byl pak po dalších obecních volbách zvolen Matěj Urban starostou Kyjova. Jako starosta působil do roku 1941, pak byl za odbojovou činnost zatčen gestapem a následně v roce 1942 popraven. Popravena byla i jeho manželka Antonie. Zatčen byl za pomoc výsadkáři Oldřichovi Pechalovi, který pocházel z Vřesovic, převedl ho v noci na neznámé místo, kde jej ukryl. Zatčeny byly i děti Matěje Urbana, ale ty byly později propuštěny, až do konce války byl v Mauthausenu uvězněn jeho syn Rostislav Urban.
V kronice města bylo zmíněno, že osobnost starosty Matěje Urbana je výjimečná. Působil i v místním Sokole a byl jedním ze zakladatelů Musejního a archeologického spolku v Kyjově, byl členem Obrany národa. Dne 6. července 1945 byla uspořádána vzpomínková akce na oběti války z řad Sokola. Po volbách v roce 1946 byla připomenuta památka Matěje Urbana i nově zvoleným zastupitelstvem města. Jeho jméno je uvedeno na pamětní desce v sokolovně v Kyjově a také na pamětní desce učitelům země moravskoslezské na Moravském náměstí v Brně.